# Болдвін-Парк (Міссурі)
Болдвін-Парк (англ. Baldwin Park) — селище (англ. village) в США, в окрузі Кесс штату Міссурі. Населення — 85 осіб (2020).

## Географія
Болдвін-Парк розташований за координатами 38°47′42″ пн. ш. 94°14′52″ зх. д. / 38.79500° пн. ш. 94.24778° зх. д. (38.795133, -94.247841).  За даними Бюро перепису населення США в 2010 році селище мало площу 0,31 км², з яких 0,20 км² — суходіл та 0,11 км² — водойми.

## Демографія

### Перепис 2010
Згідно з переписом 2010 року, у селищі мешкали 92 особи в 38 домогосподарствах у складі 23 родин. Густота населення становила 298 осіб/км².  Було 40 помешкань (130/км²).
Расовий склад населення:
| - 96,7 % — білих - 1,1 % — корінних американців - 1,1 % — азіатів |

До двох чи більше рас належало 1,1 %. Частка іспаномовних становила 0,0 % від усіх жителів.
За віковим діапазоном населення розподілялося таким чином: 25,0 % — особи молодші 18 років, 67,4 % — особи у віці 18—64 років, 7,6 % — особи у віці 65 років та старші. Медіана віку мешканця становила 38,0 року. На 100 осіб жіночої статі у селищі припадало 91,7 чоловіків;  на 100 жінок у віці від 18 років та старших — 102,9 чоловіків також старших 18 років.
За межею бідності перебувало 42,4 % осіб, у тому числі 72,7 % дітей у віці до 18 років та 14,3 % осіб у віці 65 років та старших.
Цивільне працевлаштоване населення становило 30 осіб. Основні галузі зайнятості: мистецтво, розваги та відпочинок — 26,7 %, будівництво — 26,7 %, освіта, охорона здоров'я та соціальна допомога — 20,0 %.

### Перепис 2000
За даними перепису 2000 року
на території муніципалітету мешкало 115 людей, було 41 садиб та 27 сімей.
Густота населення становила 634,3 осіб/км². З 41 садиб у 39% проживали діти до 18 років, подружніх пар, що мешкали разом, було 43,9%,
садиб, у яких господиня не мала чоловіка — 19,5%, садиб без сім'ї — 34,1%.
Власники 9,8% садиб мали вік, що перевищував 65 років, а в 19,5% садиб принаймні одна людина була старшою за 65 років. Кількість людей у середньому на садибу становила 2,8, а в середньому на родину 3,26.
Середній річний дохід на садибу становив 40 208 доларів США, а на родину — 38 125 доларів США. Чоловіки мали дохід 35 000 доларів, жінки — 17 292 доларів.
Медіанний вік населення становив 34 років. На кожних 100 жінок віком понад 18 років припадало 73,8 чоловіків.